# Grzegorz Tomczyk
Grzegorz Antoni Tomczyk – polski lekarz weterynarii, doktor habilitowany nauk weterynaryjnych.

## Kariera naukowa
W 1984 roku uzyskał tytuł lekarza weterynarii, nadanego przez Uniwersytet Przyrodniczy w Lublinie. 
12 lipca 1996 roku ukończył studia doktoranckie na kierunku nauki weterynaryjne na Państwowym Instytucie Weterynaryjnym – Państwowym Instytucie Badawczym na podstawie pracy pt. Określenie właściwości szczepów Mycoplasma spp. izolowanych od gęsi i kaczek Barbarie na terenie kraju.
Od 1984 roku zatrudniony jest w Państwowym Instytucie Weterynaryjnym – Państwowym Instytucie Badawczym.
25 czerwca 2014 roku uzyskał stopień doktora habilitowanego nauk weterynaryjnych w dyscyplinie weterynarii na Państwowym Instytucie Weterynaryjnym – Państwowym Instytucie Badawczym.

## Publikacje
- 2005: Zakażenia wirusami influenzy ptaków u drobiu i ptaków dzikich [Prevalence of avian influenza virus infections in poultry and wild birds].
- 2006: Krajowy program monitorowania zakażeń wirusami influenzy ptaków u drobiu i ptaków dzikich w 2006 r..
- 2006: Aktualne możliwości terapii chorób drobiu wodnego.
- 2008: Comparison of different molecular methods for detection of Mycoplasma gallisepticum.
- 2009: Przypadki wysoce zjadliwej grypy ptaków H5N1 w Polsce w 2007 r..
- 2009: Comparison of different molecular methods for detection of Mycoplasma synoviae.

Opracowano na podstawie źródła:.